# Iker Camaño

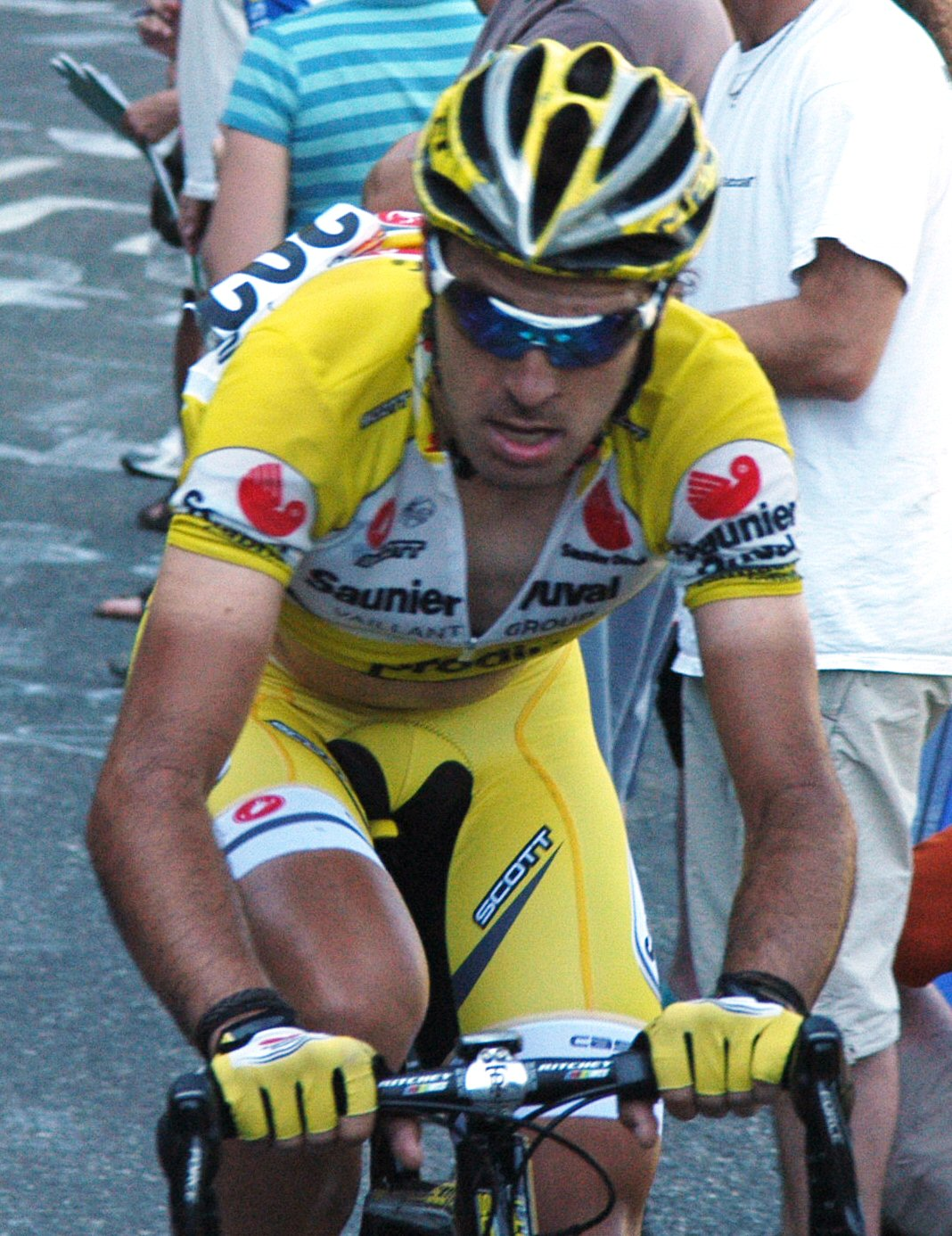
Iker Camaño bei der Tour de France 2007

Iker Camaño Ortuzar (* 14. März 1979 in Santurtzi) ist ein ehemaliger spanischer Radrennfahrer.
Iker Camaño begann seine internationale Karriere 2002 bei der Schweizer Team Phonak Hearing Systems. Nach zwei Jahren dort wechselte der Baske zum spanischen Radsportteam Euskaltel-Euskadi. Hier nahm er zum ersten Mal an der Tour de France teil und beendete sie erfolgreich auf dem 26. Gesamtplatz. In der Nachwuchswertung wurde er Fünfter. Ein Jahr später nahm er dann wieder an der Tour de France teil und beendete sie diesmal auf dem 69. Rang.
Von 2007 bis 2009 fuhr Camaño für Saunier Duval beziehungsweise dessen Nachfolgeteam Scott-American Beef. Dort konnte er 2008 mit einem Etappensieg bei der Vuelta a Chihuahua seinen ersten Profi-Erfolg feiern.
Ende der Saison 2014 beendete er seine Karriere.

## Erfolge
2001
- Spanischer Meister – Einzelzeitfahren (U23)

2008
- Etappensieg Vuelta a Chihuahua

2011
- Gesamtwertung und eine Etappe Cinturón a Mallorca
- eine Etappe Tour of Norway
- Mannschaftszeitfahren Czech Cycling Tour

2012
- Etappensieg Grande Prémio Internacional de Torres Vedras

### Platzierungen bei den Grand Tours
| Grand Tour            | 2004 | 2005 | 2006 | 2007 | 2008 | 2009 | 2010 | 2011 | 2012 | 2013 |
| --------------------- | ---- | ---- | ---- | ---- | ---- | ---- | ---- | ---- | ---- | ---- |
| Giro d’ItaliaGiro     | –    | –    | –    | –    | –    | 39   | –    | –    | –    | –    |
| Tour de FranceTour    | 26   | 69   | 35   | 53   | –    | –    | –    | –    | –    | –    |
| Vuelta a EspañaVuelta | –    | –    | –    | 34   | –    | –    | –    | –    | –    | 67   |

## Teams
- 2002–2003 Phonak Hearing Systems
- 2004–2006 Euskaltel-Euskadi
- 2007–2008 Saunier Duval-Prodir / Saunier Duval-Scott / Scott-American Beef / Fuji-Servetto
- 2010–2012 Endura Racing
- 2013–2014 Team NetApp-Endura